# Euthore terminalis
Euthore terminalis – gatunek ważki z rodziny Polythoridae. Występuje na terenie Ameryki Południowej; został odnotowany w Boliwii, Peru i Ekwadorze.